# تشيب لانغ
تشيب لانغ (بالإنجليزية: Chip Lang)‏ هو لاعب كرة قاعدة أمريكي، ولد في 21 أغسطس 1952 في بيتسبرغ في الولايات المتحدة.

## وصلات خارجية
- تشيب لانغ على موقعبيزبول رفرنس.كوم (الدوري الرئيسي) (الإنجليزية)
- تشيب لانغ على موقعبيزبول رفرنس.كوم (الدوري الثانوي) (الإنجليزية)